# المغارب (الرجم)

تعديل مصدري - تعديل

المغارب هي إحدى قرى عزلة الذاري بمديرية الرجم التابعة لمحافظة المحويت، بلغ تعداد سكانها 610 نسمة حسب تعداد اليمن لعام 2004.